# Christian Ysla
Christian Leonardo Benjamín Ysla Heredia (Lima, 17 de diciembre de 1972) es un actor y comediante peruano, reconocido por participar principalmente en producciones de teatro, por su rol del Culebra en Yuru, la princesa amazónica y por ser el vocalista de la agrupación musical cómica Los Juanelos.

## Carrera
Se inició como actor de teatro a los 18 años, primero en el grupo Cuatrotablas y luego en el Teatro de la Universidad Católica. Fue alumno de Roberto Ángeles, con quien actuó La importancia de llamarse Ernesto y Alberto Ísola, director de Hamlet y Pinocho. Se destacó en el humor, junto a Carlos Carlín y Pablo Saldarriaga fue protagonista de Perú jaja, obra de Rocío Tovar que fue una de las más taquilleras del teatro nacional. Debido a su éxito, el grupo realizó la escenificación Bota por mí años después, en que Ysla personificó a Chris la Plata. En 2019 se encargó de la dirección del unipersonal de Carlos Galdós 2 horas para ser feliz. Desde 2022 asume la dirección de la compañía de teatro Los Productores la cual en su estadía, se elaboró la obra Las chicas del 4to C y protagonizada por Natalia Salas, Patricia Barreto y Yiddá Eslava.[cita requerida]
Christian participó con la Asociación Cultural Pataclaun en el Mundial de Improvisación en 2009, en que también realiza ocasionalmente eventos con invitados de otros países. En 2016, luego de un pedido de la gerencia de Susana Villarán, colaboró con los cómicos ambulantes para llevar su talento en el teatro Plaza Norte que anteriormente, participaron en su propia obra De la calle a la plazuela en el año 2013. En la televisión, participó en el proyecto Mad Science al lado de Ricardo Morán y Joaquín de Orbegoso, y como concursante de El show de los sueños en el 2009. Además, actuó Yuru, la princesa amazónica (2007), bajo el personaje de Culebra. También estuvo en El santo convento (2008), Yo no me llamo Natacha (2012).
En 2016 formó el grupo de música criolla Los Juanelos, cuyas letras están relacionadas con la política peruana, con la personificación de Pedro Juanelo. Adicionalmente ganó popularidad por versionar canciones populares como «Danza kuduro» y «Thriller».
En 2023, Ysla participó en El gran chef famosos obteniendo el segundo lugar en la cuarta temporada y teniendo su revancha al ganar la temporada siguiente. Al año siguiente, Ysla produjo la obra Un día en la vida de…, con algunas figuras del programa televisivo.

## Teatro
- Hamlet
- Pinocho
- Perú JaJa
- Escuela de Payasos (2006-2007) como Profesor Razzoneta[22]
- Recontra Hamlet (2007)[22]
- Esta obra es un desastre (2009) como Clown / Man #1
- Una pulga en la oreja (2009)
- Escuela de Payasos (2010) como Profesor Razzoneta
- El juego de la Oca (2011) como El mago negro
- Escuela de Payasos (2011) como Profesor Razzoneta
- ¿Y dónde está el tenor? (2011)
- La cocina (2012)
- La falsa criada (2012)[23]
- A la gente le gusta el té (2013)
- Manicomio. Improvisación Teatral (2013)[24]
- El saludador (2013)[25]
- Locos en el tiempo (2017)[26]
- Hasta las patas (2017)[27]
- Korruption Highschool (2018)[28]
- Lucha Reyes (2018)[29] como Augusto
- ¿Sueldo bajo? ¡no hay que pagar! (2019)[30]
- Una loca Navidad (2021)[31]
- Bull (2022)[32]
- Un día en la vida de… (2024)

## Televisión

### Programas
- El show de los sueños: Sangre de mi sangre - 3.er Lugar
- El show de los sueños: Reyes del show - 7.º Lugar
- Tu cara me suena - Invitado
- El gran chef famosos: Cuarta temporada -  2.º Lugar
- El gran chef famosos: La revancha -  1.º Lugar

### Series y telenovelas
- Patacomix (2003)[33]
- Mad Science (2004)
- Yuru, la princesa amazónica (2006)
- Yo no me llamo Natacha 2 (2012)
- Vacaciones en Grecia (2013)

## Cine
- El inca, la boba y el hijo del ladrón (2011)[23]
- La herencia (2015)[34]